# Luke Macfarlane
Luke Macfarlane (London, Ontário, Canadá, 19 de janeiro de 1980) é um ator canadense. Mais conhecido por seu papel de Scotty Wandell na série norte-americana Brothers & Sisters.

## Biografia

### Infância
Thomas Luke Macfarlane Jr. nasceu em London (Ontário), Canadá. Seu pai, Thomas (já falecido), era o Diretor dos Estudantes de Saúde e Serviços, na Universidade de Western Ontario, e sua mãe, Penny, é uma enfermeira de saúde mental num dos hospitais de Londres, Ontário. Luke Macfarlane estudou na London Central Secondary School com sua irmã gêmea Ruth e sua irmã mais velha Rebecca.

### Carreira artística
Macfarlane estudou artes dramáticas na Juilliard School em Nova Iorque, onde ele protagonizou nas produções de Romeu & Julieta, Ricardo III, A Escola de Noite, Janela Azul, As Vinhas da Ira, e Como Gosta de Ele antes de graduar da divisão de drama em 2003.
Macfarlane foi um dos quatro personagens principais em Juvenilia, no Teatro Playwrights Horizons, de 14 de novembro à 21 de dezembro de 2003. Ele desempenhou o papel principal na estréia americana de Where Do We Live, encenado no Vineyard Theatre, em maio de 2004. A produção foi citada pela GLAAD Media Awards na qualidade de excelente Teatro de Nova Iorque: Broadway e Off-Broadway. Ele também apareceu com Jill Clayburgh e Hamish Linklater na produção off-Broadway da produção The Busy World is Hushed, novamente no Teatro Playwrights Horizons, no Verão de 2006. Ele reprisou seu papel de Thomas para o L.A. Premiere at the Skirball Center entre 7 - 11 de fevereiro de 2007.
Na televisão, Macfarlane é talvez melhor conhecido por seu papel como soldado Pvt. Frank "Dim" Dumphy na FX(Fox eXtended Networks) 2005 programa de televisão Over There. Ele teve o papel de inimigo de Cynthia Nixon, em Robert Altman's Tanner on Tanner sobre o Sundance Channel. 
Macfarlane teve um papel permanente na emissora ABC na série Brothers & Sisters como Scotty Wandell, marido de um dos "irmãos" do show, Kevin Walker, interpretado por Matthew Rhys. O personagem de Scotty, foi o centro de algum debate, tal como o seu maior dinamismo personalidade (Contrastando com a masculinidade de Kevin) levou fãs e críticos como a revista norte-americana Tv Guide, onde o crítico Michael Ausiello, disse em matéria que Scotty era o swishy (Em português seria o homossexual que tem jeitos e atitudes femininas) de Kevin.
No episódio Date Night, foi estabelecido que a personalidade de Scotty era um ato flamboyant, devido a estar nervoso e querendo se sentir menos inseguro. Scotty e Kevin participaram de muitos episódios juntos, até quando ele rompe com Kevin devido a ele não tratá-lo com bastante respeito. Macfarlane recebeu elogios por seu retrato de um tipo de homossexual que é muitas vezes escrito e realizado em termos muito estereotipado. Matthew Rhys disse que teve uma grande reação quando Kevin e Scotty romperam, e que a relação tinha "atingiu um acorde"
Na segunda temporada da já consagrada série, Macfarlane voltou, e se tornou personagem fixo, reatando o namoro com Kevin Walker, e até celebrando a união do casal numa cerimonia. Atualmente a terceira temporada é exibida nos Estados Unidos, onde Scotty vem se tornando cada vez mais popular.
Luke foi o último membro a serem adicionados ao piloto da FOX, Supreme Courtships, recebendo o papel do conservador Allen Moore, descrito como um verdadeiro babá para bebés ao tentar provar que ele é mais do que apenas um legado no tribunal. O piloto não foi pego pela Fox Broadcasting Company para a temporada 2007-2008. Em seu último trabalho, Macfarlane recebeu o papel de liderança nas duas partes da mini-série chamada Iron Road, que foi filmado na China durante cinco semanas, e na British Columbia durante duas semanas. Esta mini-série foi filmada a partir de meados de abril a junho de 2007, e foi definida para ser lançada em abril de 2008, embora ele ainda não foi ao ar.
Macfarlane fazia parte da noite-uma celebridade realizada encenação de Howard Ashman's uma produção musical Dreamstuff. O musical foi re-imaginado por Howard, parceiros da Marsha Malamet, e Dennis Verde, e realizada uma noite só em Los Angeles Teatro Rita Hayworth, com a participação de Bruno Kirby um leitor de séries, dirigido por Michael Urie em Ugly Betty. Luke estrelou no show em conjunto com Eden Espinosa, Vicki Lewis, Fred Willard e David Blue.

## Carreira Musical
Macfarlane era o cantor e compositor da banda Fellow Nameless, quando ele estava na 8 ª série, juntamente com alguns dos seus colegas na Escola Lester B. Pearson, para as Performances Artísticas, com o nome de Slipnaught, um nome que escolheu aleatoriamente a partir de um dicionário porque não têm um nome para a banda quando chegou a hora de executar fase. Fellow Nameless veio de Slipnaught principalmente porque os membros da banda odiou o nome original, e assim, Fellow Nameless nasceu na Escola London Central Secondary.
Fellow Nameless produziu um Underground Album, que foi um meia-estúdio, half-live CD álbum, e eles registado um adicional dez canções que nunca obtive posto para fora, incluindo três músicas que foram gravadas para um desenvolvimento lidar com Maverick Records. A extinta banda de Londres, Ontário, a Fellow Nameless, mais tarde teve duas encarnações sem o líder Luke Macfarlane como cantor. A primeira encarnação entrou no segundo trimestre de 2004 com a criação de Van A Primer e um novo cantor, Matthew Pearn. A sua atual encarnação, a partir de março de 2006, tem três dos restantes membros banda no âmbito do novo nome da banda Cancel Winter. Macfarlane tem outros talentos musicais clássicos, o violoncelo e o trompete.

## Vida Pessoal
Em uma entrevista com o jornal canadense The Globe and Mail publicado em 15 de abril de 2008, Luke pronunciou sobre sua sexualidade.

## Interpretações

### Filmografia e Televisão
| Ano       | Título                      | Personagem               |
| 2015      | Supergirl (Tv Series)       | Agent Donovan            |
| 2015      | Killjoys (Tv Series)        | D'Avin                   |
| 2014      | The Memory Book (Tv Movie)  | Gabe                     |
| 2014      | The Night Shift             | Cpt. Rick Lincoln        |
| 2013      | Erection (Short Film)       | Dean                     |
| 2013      | Smash                       | Patrick Dillon           |
| 2013      | Person of Interest          | Special Agent Alan Fahey |
| 2013      | Sastifaction                | Jason Howell             |
| 2008      | Iron Road                   | James Nichol             |
| 2006-2011 | Brothers & Sisters          | Scotty Wandell           |
| 2006      | Trapped Ashes               | Vincent                  |
| 2006      | Recalled                    | Lieutenant Sefton        |
| 2005      | Over There                  | Pvt. Frank Dumphy        |
| 2004      | Tanner sobre Tanner (Filme) | Stuart DeBarge           |
| 2004      | Kinsey (Filme)              | Bruce Kinsey             |

### Teatro
| Ano       | Título                   | Personagem          |
| 2009      | The Jazz Age             | F. Scott Fitzgerald |
| 2006-2007 | The Busy World is Hushed | Thomas              |
| 2004      | Where Do We Live?        | Stephen             |
| 2003      | Juvenilia                | Brondie Chase       |